# Il tesoro di Ercole
Il tesoro di Ercole è un romanzo d'avventura, scritto nel 2008 da Andy McDermott.
È il secondo volume di una serie di romanzi, tra i quali Il segreto di Excalibur e Genesis, e segue In cerca di Atlantide .

## Trama
La giovane Nina Wilde, attraverso i propri studi, è riuscita a risalire alla possibilità di trovare la tomba del mitico eroe Ercole, e si mette immediatamente in viaggio per ritrovare ciò che potrebbe rivelarsi la scoperta archeologica del secolo. Ad accompagnarla c'è il suo compagno di vita e di lavoro Eddie Chase.
Tuttavia ad essere interessati alla scoperta, oltre a Nina e Chase, ci sono anche altri soggetti, ed in breve tempo i due esploratori si troveranno nel bel mezzo di un complotto che li costringerà alla fuga nei posti più remoti della Terra.

## Edizioni
- Andy McDermott, Il tesoro di Ercole , traduzione di Andrea Marti e Stefano Tettamanti, collana La Gaja scienza, Longanesi, 2008,  p. 450, ISBN 88-502-2239-4.